# Sentimentai
Sentimentai је песма литванске певачице и текстописца Монике Љу, са њом је представљала Литванију на Песми Евровизије 2022. у Торину, након победе на такмичењу Pabandom iš Naujo!. То је први пут од 1994. да је Литванија послала песму у потпуности изведену на литванском и први пут од 1999. на матерњем језику. Сингл је достигао прво место на лествицама у Литванији.
Sentimentai се пласирао у прво полуфинале Евровизије 2022. 10. маја 2022. и квалификовао се за велико финале које је одржано 14. маја 2022. године. У великом финалу Литванија је заузела 14. место са укупно 128 бодова.